# Луї Жуве

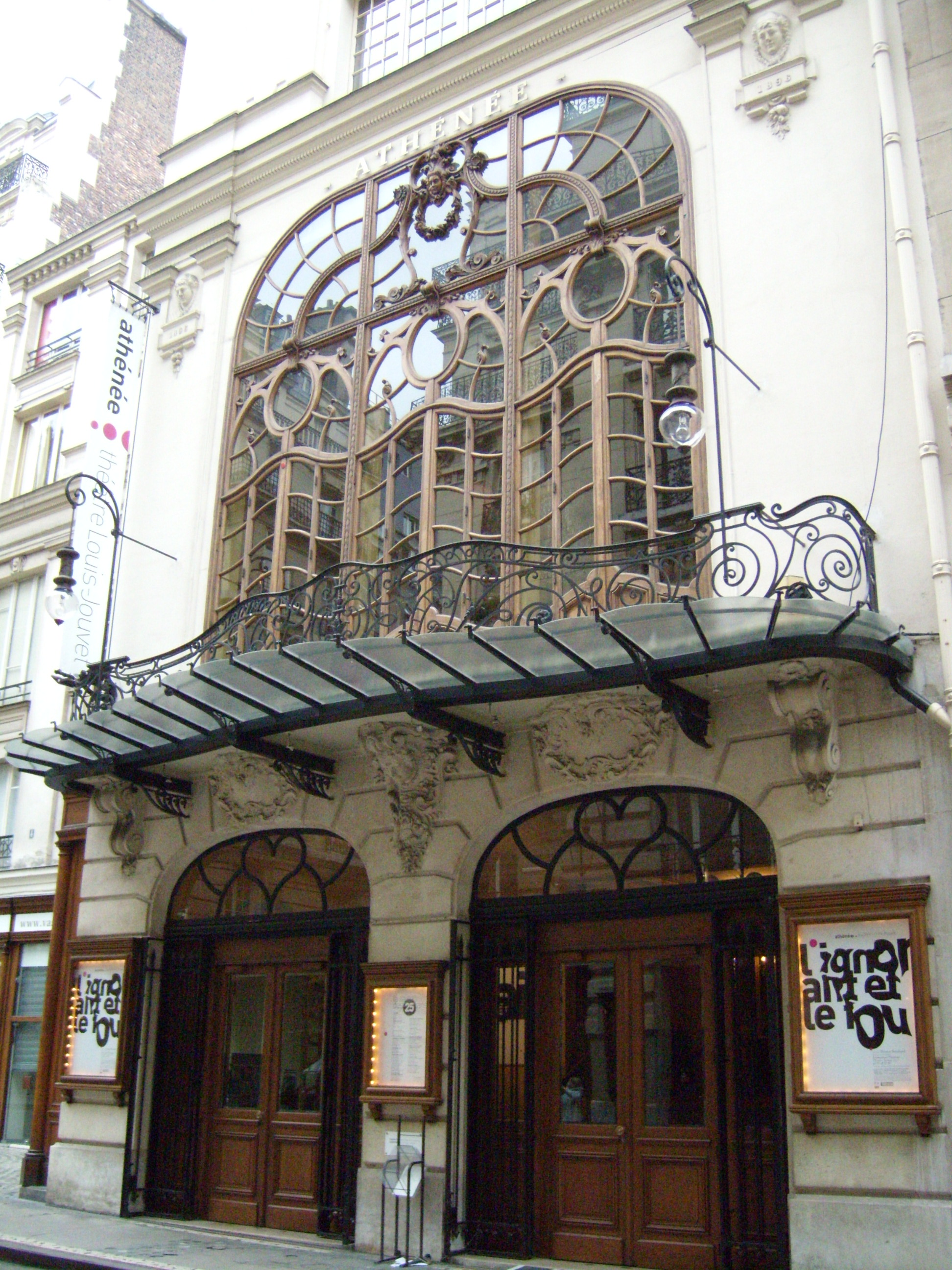
Театр Атеней

Жуль Еже́н Луї́ Жуве́ (фр. Jules Eugène Louis Jouvet; нар. 24 грудня 1887, Крозон, Фіністер Франція — 16 серпня 1951, Париж, Франція) — французький театральний та кіноактор, режисер.

## Біографія
Луї Жуве народився 24 грудня 1887 році у Крозоні, департамент Фіністер у Франції. Дитинство провів у Бретані. У 14 років втратив батька, виховувався у дядька-аптекаря в Арденнах. З 1904 ріку навчався в Парижі на фармацевта, але увесь вільний час проводив в театрах. Тричі провалювався на іспитах до Вищої консерваторії драматичного мистецтва. У 1913 році разом зі своїм другом Шарлем Дюлленом поступив у трупу театру Жака Копо «Старий голуб'ятник» (фр. Le théâtre du Vieux-Colombier), де працював режисером, декоратором, актором (при цьому він заїкався, але майстерно приховував свою ваду особливою скандувальною вимовою, яка пізніше стала знаменитою).
У 1914-1917 роках Жуве — лікар на фронтах Першої світової війни. У 1922 році почав самостійно працювати в театрі на Єлисейських Полях. У 1923 році з успіхом поставив п'єсу Жуля Ромена «Кнок, або Урочистість медицини». У 1927 році почалася його багаторічна співпраця з письменником Жаном Жироду.
6 липня 1927 року разом з Гастоном Баті, Ш. Дюлленом і Жоржем Пітоєвим Жуве створив режисерський «Картель чотирьох» (проіснував до 1940), метою якого було повернення на сцену поезії театральної вистави і сучасних авторів. У 1930—1932 роках особистим секретарем Жуве був Жан Ануй.
З 1935 року Луї Жуве керував театром «Атеней» (нині цей театр названо на його честь); відмовився від пропозиції очолити «Комеді Франсез». У 1941 році з окупованої Франції він вирушив з трупою до Латинської Америки і повернувся лише наприкінці 1944 року.
У 1950 році Луї Жуве було нагороджено орденом Почесного Легіону. У 1951 році він поставив драму Сартра «Диявол і Господь Бог»; підтримував творчі пошуки Жана-Луї Барро і Жана Вілара.

## Особисте життя
З 1912 року Луї Жуве був одружений з Ельзою Коллен, з якою у нього було троє дітей: Жан-Поль, Анн-Марі і Ліза, що стала акторкою (1924—2004). Актор був дбайливим батьком, хорошим сім'янином і одночасно — великим любителем жінок.
Помер Луї Жуве 16 серпня 1951 року від множинного інфаркту на репетиції п'єси Ґрема Ґріна «Сила і слава».

## Фільмографія (вибіркова)
Луї Жуве знявся у 32 фільмах, у тому числі у фільмах Анрі-Жоржа Клузо, Жана Ренуара, Марселя Карне, Марка Аллегре, Жульєна Дювів'є.
| Рік  |   | Українська назва                               | Оригінальна назва                                        | Роль                       |
| ---- | - | ---------------------------------------------- | -------------------------------------------------------- | -------------------------- |
| 1933 | ф | Топаз                                          | Topaze                                                   | Альберт Топаз              |
| 1933 | ф | Кнок, або Торжество медицини                   | Knock, ou le triomphe de la médecine                     | Доктор Кнок                |
| 1935 | ф | Героїчна кермесса                              | La kermesse héroïque                                     | капелан                    |
| 1936 | ф | Містер Флоу                                    | Mister Flow                                              | Дюрен, містер Флоу         |
| 1936 | ф | На дні                                         | Les bas-fonds                                            | Барон                      |
| 1937 | ф | Рамунчо                                        | Ramuntcho                                                | Ічуа                       |
| 1937 | ф | Алібі                                          | L'alibi                                                  | Комісар Кала́               |
| 1937 | ф | Віроломство                                    | Forfaiture                                               | Вальфар                    |
| 1937 | ф | Забавна драма                                  | Drôle de drame ou L'étrange aventure du Docteur Molyneux | Арчибальд Сопер            |
| 1937 | ф | Бальний записник                               | Un carnet de bal                                         | П'єр Вердьє/Джо            |
| 1937 | ф | Мадемуазель лікар                              | Mademoiselle Docteur                                     | Сімоні                     |
| 1938 | ф | Марсельєза                                     | La Marseillaise                                          | Редерер                    |
| 1938 | ф | Північний готель                               | Hôtel du Nord                                            | мосьє Едмон                |
| 1938 | ф | Драма в Шанхаї                                 | Le drame de Shanghaï                                     | Авантюрист Іван            |
| 1938 | ф | Освіта принца                                  | Éducation de prince                                      | Рене                       |
| 1938 | ф | Вхід для артистів                              | Entrée des artistes                                      | професор Ламбертен         |
| 1938 | ф | Мальтійський будинок                           | La maison du Maltais                                     | Россіньйоль                |
| 1939 | ф | Примарний віз                                  | La charrette fantôme                                     | Жорж                       |
| 1939 | ф | Кінець дня                                     | La fin du jour                                           | Рафаель Сен-Клер           |
| 1940 | ф | Школа дружин                                   | L'école des femmes                                       |                            |
| 1940 | ф | Батько і син                                   | Untel père et fils                                       | П'єр Фроман, Фелікс Фроман |
| 1940 | ф | Серенада                                       | Sérénade                                                 | барон Гартман              |
| 1941 | ф | Підступний лис                                 | Volpone                                                  | Моска                      |
| 1946 | ф | Повернення кохання                             | Un revenant                                              | Жан-Жак Саваж              |
| 1947 | ф | Набережна Орфевр                               | Quai des Orfèvres                                        | інспектор Антуан           |
| 1948 | ф | Закохані самотні на світі                      | Les amoureux sont seuls au monde                         | Жерар Фав'є                |
| 1949 | ф | Повернення до життя (новела «Повернення Жана») | Retour à la vie                                          | Жан Жирар                  |
| 1949 | ф | Між одинадцятою і північчю                     | Entre onze heures et minuit                              | інспектор Каррель          |
| 1950 | ф | Леді Панама                                    | Lady Paname                                              | Гамб'є/Баньоле             |
| 1950 | ф | Мікетта і її мати                              | Miquette et sa mère                                      | Моншаблон                  |
| 1951 | ф | Кнок                                           | Knock                                                    | Доктор Кнок                |
| 1951 | ф | Історія кохання                                | Une histoire d'amour                                     | інспектор Ернест Плонше    |

## Літературні твори
- Réflexions du comédien. — Paris: Librairie théâtrale, 1941 (багаторазово перевидавалася)
- Témoignages sur le théâtre. — Paris: Flammarion, 1952.
- Le comʹedien désincarné. — Paris: Flammarion, 1954.